# Bandeira Olímpica
A Bandeira Olímpica foi criada pelo Barão Pierre de Coubertin em 1914. 

## História
Pierre de Coubertin disse:
| “ | A Bandeira Olímpica possui um fundo branco, com cinco anéis entrelaçados no centro: azul, amarelo, preto, verde e vermelho. Este desenho é simbólico; representa os cinco continentes habitados do mundo, unidos pelo Olimpismo, enquanto as seis cores são aquelas que aparecem em todas as bandeiras nacionais até o presente momento. | ” |

A primeira bandeira foi costurada em Paris, e os anéis representam os continentes: azul para Europa, amarelo para Ásia, preto para África, verde para Oceania e vermelho para América. Foi utilizada pela primeira vez nos Jogos Olímpicos de Verão de 1920, na Antuérpia, Bélgica.

## Bandeiras específicas

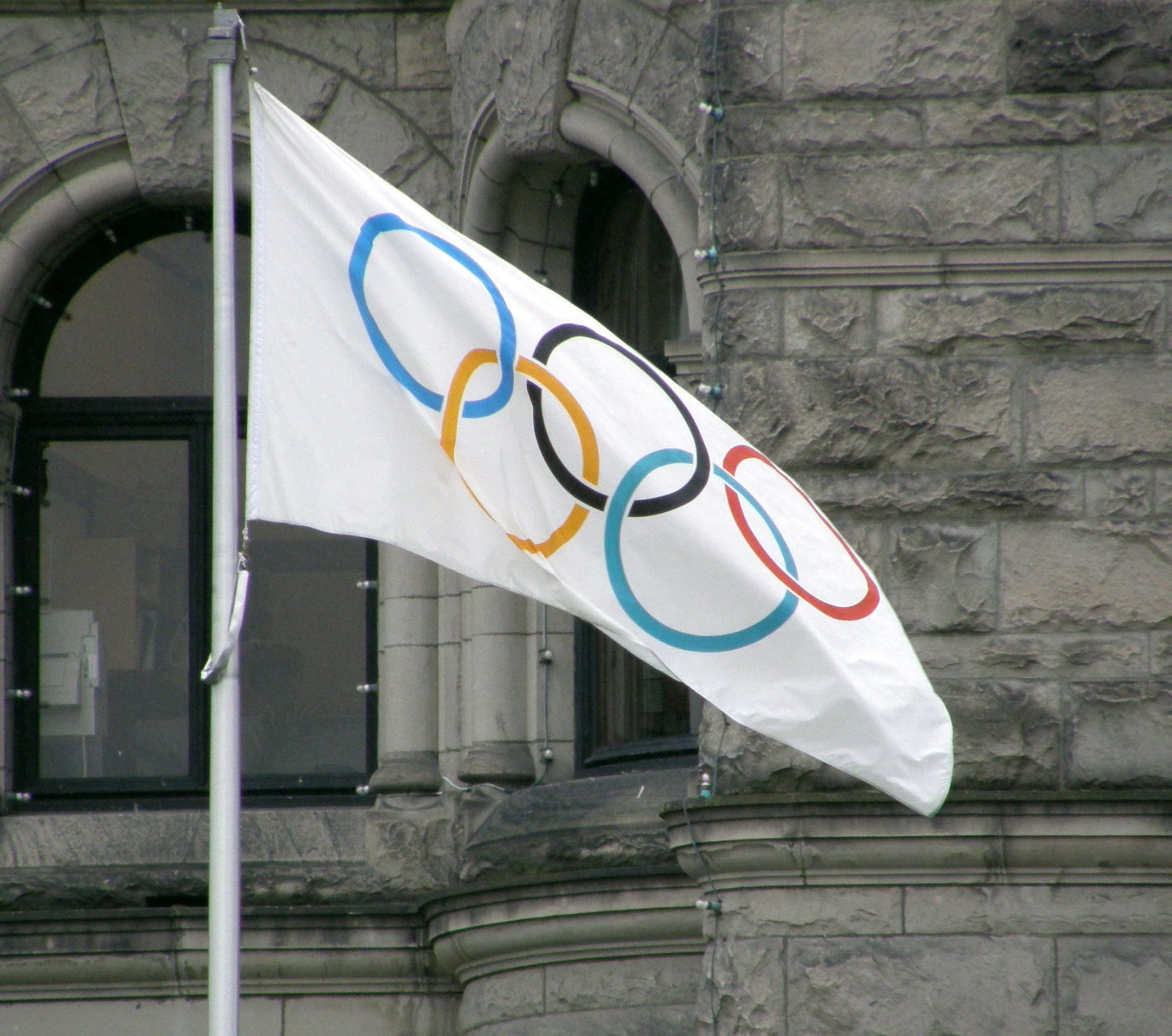
Bandeira olímpica exposta em Vitória, Canadá, em reconhecimento aos Jogos Olímpicos de Inverno de 2010, que foram realizados em Vancouver.

Há bandeiras olímpicas que são apresentadas pelas cidades que sediarão os próximos Jogos. Tradicionalmente, a bandeira é passada do prefeito da cidade sede dos Jogos que se encerram para o prefeito da cidade sede seguinte durante a Cerimônia de Encerramento. A bandeira é, então, levada para a nova sede e exposta na prefeitura.

### Bandeira da Antuérpia
A primeira bandeira olímpica foi apresentada pelo COI durante os Jogos Olímpicos de Verão de 1920 em Antuérpia, Bélgica. Ao final dos Jogos, a bandeira não foi encontrada e uma nova precisou de ser feita para os Jogos de 1924. Em 1997, durante um banquete promovido pelo Comitê Olímpico dos Estados Unidos da América, um repórter estava entrevistando Hal Haig Prieste, que havia conquistado um bronze nos saltos ornamentais nos Jogos de 1920. O repórter mencionou que o COI não sabia dizer o que havia acontecido com a bandeira original. "Eu posso te ajudar", disse Prieste, "Está em minha mala." Ao fim dos Jogos da Antuérpia, Prieste subiu no mastro onde a bandeira estava hasteada e a roubou. A bandeira voltou para as mãos do COI numa cerimônia especial realizada em 2000 em Sydney. A Bandeira da Antuérpia está hoje exposta no Museu Olímpico de Lausanne, Suíça, com uma placa agradecendo a Prieste pela "doação".

### Bandeira de Paris
Uma nova bandeira olímpica foi criada para os Jogos de 1924, em Paris, e passada para a próxima cidade sede dos Jogos Olímpicos de Verão ou de Inverno até os Jogos de Inverno de 1952, em Oslo, Noruega, quando uma bandeira em separado foi criada para os Jogos de Inverno. A Bandeira de Paris continuou a ser usada nos Jogos de Verão até os Jogos de Seul, em 1988.

### Bandeira de Oslo
A Bandeira de Oslo foi apresentada ao COI pelo prefeito da cidade norueguesa durante os Jogos de Inverno de 1952. Desde então, tem sido passada para a próxima cidade sede dos Jogos de Inverno.

### Bandeira de Seul
A Bandeira Olímpica atual foi apresentada ao COI durante os Jogos de Seul, em 1988. Desde então, ao final de cada edição, é passada ao prefeito da próxima cidade sede.